# Gruppo Sportivo Fiamme Oro
Gruppo Sportivo Fiamme Oro – włoski wielosekcyjny klub sportowy z siedzibą w Rzymie podlegający ministrowi spraw wewnętrznych poprzez Polizia di Stato, część Corpi Sportivi.

## Klub
Jego protoplastą była sekcja narciarska utworzona 19 stycznia 1949 r. w San Candido w celu uczestniczenia w sportowej rywalizacji ze swoimi odpowiednikami z Austrii. Oficjalnie klub został jednak założony 12 sierpnia 1954 roku na podstawie porozumienia pomiędzy ministerstwem spraw wewnętrznych i Włoskim Komitetem Olimpijskim, mając na celu kształcenie i trenowanie zawodników (w szczególności w dyscyplinach, w których sportowcy nie są zawodowcami), organizację i uczestnictwo w zawodach sportowych oraz propagowanie sportu zarówno wśród dorosłych, jak i dzieci. Na jego czele stoi Rada składająca się z prezesa i dziewięciu zastępców.
Treningi prowadzone są w trzydziestu dziewięciu dyscyplinach sportu i obejmują ponad trzystu sportowców, którzy w całej historii Fiamme Oro zdobyli siedemdziesiąt medali na igrzyskach olimpijskich, 218 tytułów mistrzów świata, 216 tytułów mistrzów Europy oraz 4065 tytułów mistrza Włoch. W samym tylko roku 2010 zawodnicy klubu z blisko czterech tysięcy imprez, na których wystąpili, przywieźli 885 medali, w tym 398 złotych. Po igrzyskach w Londynie dorobek klubu powiększył się do 77 medali. Do klubu prowadzona jest rekrutacja zgodnie z zasadami naboru do służby policyjnej.
Klub posiada we Włoszech dziewięć ośrodków treningowych:
- Rzym – Centro Polifunzionale Scuola Tecnica di Polizia di Roma[12] (sporty wodne, strzelectwo, sporty walki, podnoszenie ciężarów)
- Rzym – 1° Reparto Mobile (rugby union)
- Rzym –  Centro di Coordinamento per i Servizi a Cavallo[13] (jeździectwo)
- Padwa – 2° Reparto Mobile (lekka atletyka)
- Mediolan – Compartimento della Polizia Stradale Lombardia[14] (sporty motocyklowe)
- Neapol – Questura di Napoli (sporty wodne)
- Moena – Centro Addestramento Alpino[15][16] (sporty zimowe)
- Sabaudia – Questura di Latina (sporty wodne)
- Nettuno – Istituto per Ispettori[17] (taekwondo)

## Zawodnicy
Wśród aktywnych zawodników są: Valentina Vezzali, Roberto Cammarelle, Martino Goretti, Domenico Valentino, Lorenzo Carboncini, Clemente Russo, Francesco D’Aniello, Enrico Fabris, Daniela Ceccarelli, Karen Putzer, Lorenzo Bertini, Marco Vistalli, Marco Orsi, Emanuele Abate, Fabrizio Gabriele, Elisa Di Francisca, Daniele Greco, Andrea Minguzzi, Davide Simoncelli, Martina Grimaldi czy Francesco Dell'uomo.
Prócz medalistów olimpijskich, sukcesy w międzynarodowych imprezach rangi mistrzowskiej osiągali też między innymi Franco Manfroi, Fabrizio Gabriele, Lara Magoni, Maurizio Checcucci, Stefano Mei, Gennaro Di Napoli, Martino Goretti, Lorenzo Carboncini i Marco Orsi. Natomiast sekcja rugby union – Fiamme Oro Rugby – pięciokrotnie zdobyła mistrzostwo Włoch i czterokrotnie puchar kraju.
Z klubem związani byli m.in. pływak, a następnie aktor – Bud Spencer, lekkoatleci Stefano Baldini i Salvatore Antibo, a także Loris Capirossi – trzykrotny mistrz świata w wyścigach motocyklowych.